# Adalar (district)
Adalar is een Turks district in de provincie Istanboel en telt 10.460 inwoners (2007). Het district heeft een oppervlakte van 15,9 km² en omvat de Prinseneilanden.
De bevolkingsontwikkeling van het district is weergegeven in onderstaande tabel.

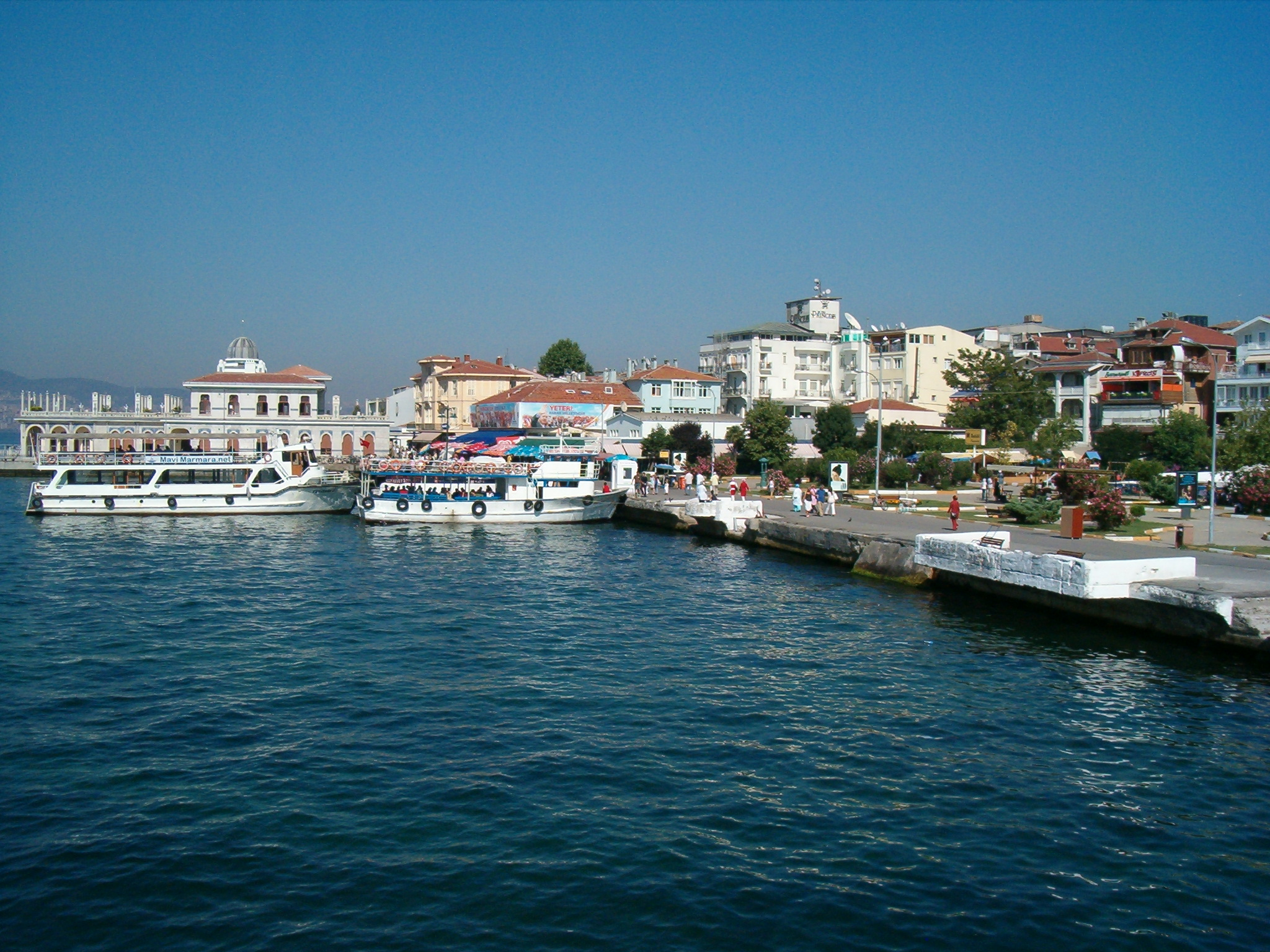
Büyükada

| 1997   | 2000   | 2007   |
| ------ | ------ | ------ |
| 14.996 | 17.760 | 10.460 |